# Mehdi Baala
Mehdi Baala (* 17. srpna 1978, Štrasburk) je francouzský atlet alžírského původu, dvojnásobný mistr Evropy v běhu na 1500 metrů.

## Kariéra
Na juniorském ME 1997 ve slovinské Lublani obsadil 7. místo. První výrazný úspěch zaznamenal na ME do 23 let 1999 v Göteborgu, kde si doběhl pro bronzovou medaili. V roce 2000 vybojoval bronzovou medaili na halovém ME v belgickém Genu a skončil čtvrtý na letní olympiádě v australském Sydney. O rok později postoupil na světovém šampionátu v Edmontonu do finále, kde se umístil na posledním, 12. místě.
V roce 2002 vybojoval v Mnichově na patnáctistovce v čase 3:45,25 titul mistra Evropy. Ve stejném čase cílem proběhl také Španěl Reyes Estévez, tomu však přidělila cílová fotografie stříbro. Bronz vybojoval Rui Silva z Portugalska. Na Mistrovství světa v atletice 2003 v Paříži získal stříbrnou medaili, když zlato bral Maročan Hicham El Guerrouj, který byl o 54 setin rychlejší. V roce 2004 reprezentoval na olympijských hrách v Athénách, kde však skončila jeho cesta v úvodním rozběhu. V roce 2006 obhájil v Göteborgu titul mistra Evropy.

### LOH 2008
Na letních olympijských hrách 2008 v Pekingu původně doběhl ve finále na 4. místě v čase 3:34,21. V dubnu roku 2009 však o zlatou medaili přišel Rašíd Ramzí z Bahrajnu, který měl pozitivní dopingový test na zakázanou látku CERA.